# Boulder Hill, Antarktis
Boulder Hill är en kulle i Antarktis. Den ligger i Östantarktis. Australien gör anspråk på området. Toppen på Boulder Hill är 157 meter över havet.
Terrängen runt Boulder Hill är kuperad österut, men västerut är den platt. Trakten är obefolkad. Det finns inga samhällen i närheten. 